# أواديس كيدانيان
أواديس كيدانيان ((بالأرمنية: Աւետիս Կիտանեան)‏، 21 نوفمبر 1966 -)، وزير السياحة في لبنان منذ ديسمبر 2016، كما انه عضو في حزب الطاشناق.

## حياته
ولد أواديس كيدانيان في 21 نوفمبر 1966. تلقى علومه الثانوية في مدرسة مسروبيان للأرمن كاثوليك، وحصل على شهادة في الفيزياء من الجامعة اللبنانية.

### حياته في الحزب
ينتسب كيدانيان إلى حزب الطاشناق وكان لديه دور مهم فيه. انتخب رئيس جمعية زفريان للطلاب في الحزب الطاشناق ومثل الحزب في مؤتمرات عديدة، اما كانت مع الاحزاب اللبنانية واما في الخارج. شارك في مؤتمرين دوليين للاحزاب في كازاخستان وكمبوديا.
في عام 1998، انتخب عضو للجنة المركزية لحزب الطاشناق في لبنان. من عام 2001 إلى 2005، كان مراقب أعضاء اللجنة المركزية لحزب الطاشناق في لبنان. كيدانيان مدير اذاعة «صوت ڤان»، وفي عام 2015، انتخب نائب مندوب اللجنة المركزية لحزب الطاشناق في لبنان.

## حياته الاسرية
أواديس كيدانيان متزوج من ماري كوغاكيان ولهما بنتان.